# NGC 6639
NGC 6639 — группа звёзд в созвездии Щит.
Этот объект входит в число перечисленных в оригинальной редакции «Нового общего каталога».